# トゥールーズ・キャピトル国立管弦楽団
トゥールーズ・キャピトル国立管弦楽団（仏: l'Orchestre National du Capitole de Toulouse）は、フランスのトゥールーズを拠点とするオーケストラ。トゥールーズ・キャピトル劇場（Théâtre du Capitole de Toulouse）でのオペラ公演も行う。

## 概要
1737年に設立されたトゥールーズ市立管弦楽団（Orchestre du Capitole de Toulous）を前身とする。1880年にキャピトール劇場が再建された折に、劇場専属のオーケストラとなり、1974年には運営が市から県に移り、1980年からは国立のオーケストラとなった。                                      

## 歴代指揮者など
歴代の音楽監督として、アンドレ・クリュイタンス（1932年 - ?）、ジョルジュ・プレートル（1951年 - 1955年）、ミシェル・プラッソン（1968年 - 2003年、現：名誉指揮者）らがいる。特にプラッソンの時代にオーケストラ活動が活発となり、国際的な名声を高めた。
2005年からトゥガン・ソヒエフが首席客演指揮者に就任し、2008年から2022年まで音楽監督を務め、2011年には『フィガロ』紙で、当時のフランスのオーケストラのトップ・スリーにランクされるなどの充実した成果を挙げた。
2024年からタルモ・ペルトコスキが音楽監督を務める。

## 録音
レコーディングは、プラッソン指揮でEMIレーベルのフランス物を中心に、かなりの数に上る。